# Hillsdale megye
Hillsdale megye az Amerikai Egyesült Államokban, azon belül Michigan államban található. Megyeszékhelye és legnagyobb városa Hillsdale. Lakosainak száma 45 746 fő (2020. április 1.). Hillsdale megye Jackson, Williams, Calhoun, Lenawee, Branch, Fulton és Steuben megyékkel határos.

## Népesség
A megye népességének változása:
| Lakosok száma | 46 600 | 46 597 | 46 284 | 46 101 | 45 941 | 45 746 |
|               | 2010   | 2011   | 2012   | 2013   | 2015   | 2020   |